# クイーン+ポール・ロジャース
クイーン+ポール・ロジャース（Queen + Paul Rodgers）は、クイーンのブライアン・メイとロジャー・テイラー、元バッド・カンパニーのポール・ロジャースが結成したイギリスのロックバンド。

## 経歴
1986年のマジック・ツアー以来、長年クイーンとしてのツアーは行われず、フレディ・マーキュリーの死後は音楽業界から引退したジョン・ディーコンを除いて、ロジャー・テイラーとブライアン・メイはしばらくはソロ活動に活路を見出そうとしていた。2000年ごろからはチャリティ・コンサートなどに2人でクイーン名義で出演していたが、フレディのような絶対的なボーカリストが不在の中、本格的な活動再開には至らなかった。
そんな中、2004年のフェンダー・ストラトキャスター発売50周年イベントで、ブライアンがポール・ロジャースと共演。ブライアンとポールは、それ以前にもロイヤル・アルバート・ホールでのイベントやポールのアルバム『マディ・ウォーター・ブルーズ』などで何度も共演していたが、改めてポールとの間に強いケミストリーを感じたブライアンは、ロジャーも参加した上で3人のコラボレーションを計画。英国音楽殿堂の授賞式で「ウィ・ウィル・ロック・ユー」、「伝説のチャンピオン」、そしてフリーの「オール・ライト・ナウ」の3曲を一緒に演奏した。この共演に強い手ごたえを感じた3人は、2005年に「クイーン+ポール・ロジャース」としてワールド・ツアーを行うことを発表した。
フレディと全く異なるスタイルを持つポールの起用には一部から疑問の声もあったが、ヨーロッパ・ツアーのチケットはソールドアウトするなど多くのファンからは熱狂的に迎えられ、同年9月にはライブ・アルバム『リターン・オブ・ザ・チャンピオンズ』を発表。10月には日本公演も実現し、さいたま・横浜・名古屋・福岡で10万人を動員。「手をとりあって」や「ボーン・トゥ・ラヴ・ユー」などは日本のみで演奏された。2006年初頭にはクイーンとしては1982年以来となる北米ツアーも実現し、全世界20カ国で計66公演にも及ぶツアーは大きな成功を収めた。この勢いを受けて、8月には新曲のレコーディングのためにスタジオ入りすることをブライアンが自らのホームページで宣言。
2008年9月、デビュー・アルバム『ザ・コスモス・ロックス』を発表。日本では「13年ぶりのクイーン最新作」と宣伝されたが、アルバムの内容はブルースロック色が強く、セールス面では全英5位と健闘したものの、ファンや評論家からの評価は賛否両論となった。アルバム発表後、再び大規模な世界ツアーを開始。全世界21カ国で計40公演が行われたが、再度の来日公演は実現しなかった。
2009年5月、ポールは「クイーンとはもうやり尽くした」として、「クイーン+ポール・ロジャース」としての活動に終止符を打つことをインタビューで明かし、バッド・カンパニーの再始動に移行した。ただ、今後チャリティなどで再び共演することはありえるとしている。一方ロジャーは、自らとポールの関係については今でも良好であるとしつつも、ブライアンとポールの意見が食い違い始めたことを解散の原因として挙げており、「今の状態を考えると、将来もリユニオンはないような気がする」と発言している。

## メンバーと主な担当楽器
- ポール・ロジャース（Paul Rodgers） - ボーカル、ギター
- ブライアン・メイ（Brian May） - ギター、ボーカル
- ロジャー・テイラー（Roger Taylor） - ドラム、ボーカル

ライブのサポート・メンバー
- スパイク・エドニー（Spike Edney） - キーボード * 元ブライアン・メイバンドのメンバー ※テイラーのバンド「ザ・クロス」の元メンバーでもある[4]。
- ジェイミー・モーゼス（Jamie Moses） - ギター　* 元ブライアン・メイバンドのメンバー
- ダニー・ミランダ（Danny Miranda） - ベース

## ディスコグラフィ

### オリジナル・アルバム
- 『ザ・コスモス・ロックス』 - The Cosmos Rocks（2008年）※英5位、米47位

### ライブ・アルバム
- 『リターン・オブ・ザ・チャンピオンズ』 - Return of the Champions（2005年）※英12位、米84位

### DVD
- 『リターン・オブ・ザ・チャンピオンズ』 - Return of the Champions（2005年）※英1位
- 『スーパー・ライヴ・イン・ジャパン』 - Super Live in Japan（2006年）※日本限定発売
- 『ビッグ・ライヴ 2008 〜ライヴ・イン・ウクライナ』 - Live in Ukraine（2009年）※英2位

## 来日公演
- Queen + Paul Rodgers Tour（2005年）[5]
  - 10月26日・27日 埼玉 さいたまスーパーアリーナ
  - 10月29日・30日 横浜 横浜アリーナ
  - 11月01日 名古屋 ナゴヤドーム
  - 11月03日 福岡 Yahoo! Japan ドーム